# Eumera regina
Eumera regina är en fjärilsart som beskrevs av Otto Staudinger 1892. Eumera regina ingår i släktet Eumera och familjen mätare. Inga underarter finns listade i Catalogue of Life.